# Noosfera
A Noosfera pode ser vista como a "esfera do pensamento humano", sendo uma definição derivada da palavra grega νους (nous, "mente") em um sentido semelhante à atmosfera e biosfera.
Na teoria original de Vernadsky, a noosfera seria a terceira etapa no desenvolvimento da Terra, depois da geosfera (matéria inanimada) e da biosfera (vida biológica). Assim como o surgimento da vida transformou significativamente a geosfera, o surgimento da conhecimento humano, e os consequentes efeitos das ciências aplicadas sobre a natureza, alterou igualmente a biosfera.
No Conceito da Noosfera do filósofo francês Teilhard de Chardin, assim como há a atmosfera, existe também o mundo das ideias, formado por produtos culturais, pelo espírito, linguagens, teorias e conhecimentos.
Seguindo esse pensamento, alimentamos a Noosfera quando pensamos e nos comunicamos.
A partir de então, o conceito de Noosfera foi revisto e consequentemente sendo previsto como o próximo degrau evolutivo de nosso mundo, após sua passagem pelas posteriores transformações de "Geosfera", "Biosfera", "Tecnosfera" (temporária e em andamento) e então Noosfera.
A transição da biosfera de uma ordem inconsciente de instinto para a ordem superconsciente de telepatia é uma função da Lei do Tempo e é denominada transição biosfera–noosfera. A transição biosfera-noosfera é o resultado direto do aumento exponencial de complexidade biogeoquímica e a consequente liberação de “energia livre” devido à aceleração da transformação termo-químico-nuclear dos elementos. A evolução do "Cérebro Galáctico" segue um processo estritamente regulado no qual a transição da consciência instintiva para a consciência telepática contínua é inevitável e representa a derradeira crise no desenvolvimento da biosfera.
Essa mudança, caracterizaria então a próxima era Geológica denominada Era "Psicozóica", definida como a sequência normativa da evolução do superconsciente hiperorgânico da noosfera unificada telepaticamente.
No século XXI, M.Mocatino deu origem a uma vertente de pensamento sem nome e mutável (fazendo referência ao universo), a qual detinha como intuito também "traduzir" a Noosfera. Essa vertente, não se baseia em conceitos mas sim em ideias que são refutadas e transformadas (quase como um programa "open-source"), seguindo uma lógica de pensamento baseada em hipóteses e probabilidades levando em consideração o princípio da incerteza, assim como o modelo universal.
Essa vertente de pensamento possibilita à mente humana a capacidade de esboçar em seu sub-consciente um cenário da Noosfera, diferente do modelo relativamente "estático" a que estamos acostumados em nosso cotidiano.
Um dos indícios de noosfera é traduzido pelo crescente aumento de pessoas tendo a mesma ideia praticamente ao mesmo tempo, mesmo estando isoladas. Seguindo Leis físicas, a explicação para isso seria dada por uma relatividade divergente de velocidade presente entre a matéria e a energia, ou entre o cérebro e a noogênese, na qual as informações acessadas já estariam dispostas na Noosfera, mesmo que de forma primordial.
Algumas das ideias usadas de base para isso estão concentradas em temas como "Agnosticismo", "Cosmologia" e "Cultura Maia" entre outros povos, os quais detinham um conceito sobre o tempo diferente das sociedades ocidentais e dominavam a Matemática e o Mapeamento Astral...
"Noosfera: Do grego Nous, espírito. Têrmo criado por Teilhard de Chardin e retomado por Ed. Leroy. Designa 'o invólucro pensante' humano que recobre tôda a terra. É o envoltório energético formado por tôda a atividade espiritual dos homens: vasta rêde psíquica cuja aparição remonta aos primeiros sêres humanos, na aurora do pensamento refletido, e cuja densidade só faz crescer em função do número dos homens e da qualidade do seu pensamento."